# Johann Ludwig von Bechtolsheim
Johann Ludwig Freiherr von Mauchenheim genannt Bechtolsheim (* 22. Januar 1739 in Gotha; † 1. September 1806 in Eisenach) war ein ranghoher Staatsbeamter in verschiedenen ernestinischen Herzogtümern.

## Leben
Johann Ludwig entstammte dem alten Adelsgeschlecht Mauchenheim genannt Bechtolsheim. Er heiratete am 4. April 1774 auf Gut Stedten bei Erfurt seine Nichte Juliane Augusta Christine (Julie) von Keller, die unter dem Namen Julie von Bechtolsheim in der Zeit der sogenannten „Weimarer Klassik“ als deutsche Dichterin und Salonnière Berühmtheit erlangte.
Johann Ludwig war unter der Regentschaft von Herzogin Anna Amalia von Braunschweig-Wolfenbüttel als sachsen-gothaischer Oberamtmann in Georgenthal im Thüringer Wald tätig. In Georgenthal kam auch sein Sohn Carl Emil (11. Januar 1775 – 22. Juni 1810) zur Welt.
Johann Ludwig wurde 1776 zum Vizekanzler von Sachsen-Weimar-Eisenach ernannt und zog nach Eisenach. 1781 wurde er dort zum Kanzler und Oberkonsistorialrat ernannt und war Präsident des Eisenacher Landesteils des Herzogtums. Später wurde er zum Geheimen Rat ernannt und in weitere hohe Ämter berufen.
Herzog Carl August von Sachsen-Weimar-Eisenach (1757–1828) schätzte Johann Ludwig sehr; in ihrer Korrespondenz pflegten sie einen überaus freundschaftlichen Ton. In Eisenach bezog Johann Ludwig mit seiner Frau das in den folgenden Jahren erworbene und umgebaute Palais am Jakobsplan, das später sogenannte Kanzlerpalais. Zu seinen Lebzeiten zählte er zu den ranghöchsten Staatsbeamten im Großherzogtum Sachsen-Weimar-Eisenach. Das Palais wurde zu einem Begegnungsort, an dem die seit 1806 verwitwete Julie von Bechtolsheim ihr umfangreiches gesellschaftliches Lebens entfaltete. Auch Johann Wolfgang von Goethe (zwischen 1777 und 1795) und Christoph Martin Wieland waren häufig Gäste im Kanzlerpalais.